# Mahō × Senshi Magi Majo Pures!
Mahō × Senshi Magi Majo Pures! (魔法×戦士 マジマジョピュアーズ!, Mahо̄ Senshi Majimajo Pyuāzu!) est une série télévisée japonaise de type tokusatsu. Elle est la deuxième série de la franchise Girls × Heroine!.

## Personnages
- Momoka Aino (愛乃 モモカ, Aino Momoka?)
- Rin Shirayuki (白雪 リン, Shirayuki Rin?)
- Mitsuki Hanamori (花守 ミツキ, Hanamori Mitsuki?)
- Shiori Hoshina (星奈 シオリ, Hoshina Shiori?)
- Yuria Nijiiro (虹色 ユリア, Nijiiro Yuria?)
- Tiara (ティアラ, Tiara?)
- Ririka Aino (愛乃 梨々花, Aino Ririka?)
- Kaito Odawara (小田原 カイト, Odawara Kaito?)
- Jama Danshaku (邪魔男爵, Jama Danshaku?) / Jama Taitei (邪魔大帝, Jama Taitei?)
- Jamahiko (邪魔彦, Jamahiko?)　/ Masahiko Makabe (真加部 正彦, Makabe Masahiko?)
- Granma (グラン魔, Guranma?)
- Muritaro (ムリ太郎, Muritarō?)
- Mudako (ムダ子, Mudako?)
- Damenojo (ダメ之丞, Damenojō?)

## Distribution
- Yuki Miyoshi (三好 佑季, Miyoshi Yuki?) : Momoka Aino (愛乃 モモカ, Aino Momoka?)
- Momoka Sumitani (隅谷 百花, Sumitani Momoka?) : Rin Shirayuki (白雪 リン, Shirayuki Rin?)
- Misaki Tsuruya (鶴屋 美咲, Tsuruya Misaki?) : Mitsuki Hanamori (花守 ミツキ, Hanamori Mitsuki?)
- Youka Ogawa (小川 桜花, Ogawa Youka?) : Shiori Hoshina (星奈 シオリ, Hoshina Shiori?)
- Kurea Masuda (増田 來亜, Masuda Kurea?) : Yuria Nijiiro (虹色 ユリア, Nijiiro Yuria?)
- Mariko Shinoda (篠田　麻里子, Shinoda Mariko?) : Tiara (ティアラ, Tiara?)
- Eriko Satō (佐藤　江梨子, Satō Eriko?) : Ririka Aino (愛乃 梨々花, Aino Ririka?)
- Ken'ichi Endō (遠藤 憲一, Endō Ken'ichi?) : Jama Danshaku (邪魔男爵, Jama Danshaku?) / Jama Taitei (邪魔大帝, Jama Taitei?)
- Kanata Hosoda (細田 佳央太, Hosoda Kanata?) : Jamahiko (邪魔彦, Jamahiko?)　/ Masahiko Makabe (真加部 正彦, Makabe Masahiko?)
- Kumiko Mori (森 公美子, Mori Kumiko?) : Granma (グラン魔, Guranma?)
- Louis Kurihara (栗原類, Kurihara Rui?) : Muritaro (ムリ太郎, Muritarō?)
- Akosuya Miki (三木アコスヤ, Miki Akosuya?) : Mudako (ムダ子, Mudako?)
- Osamu Fujiki (藤木修, Fujiki Osamu?) : Damenojo (ダメ之丞, Damenojō?)

## Épisodes
1. (魔法戦士マジマジョピュアーズ！誕生 Mahō Senshi Majimajo Pyuāzu! Tanjō)
2. (魔法レッスンスタート！ Mahō Ressun Sutāto)
3. (まんがの世界がホンモノに！？ Manga no Sekai ga Honmono ni!?)
4. (ドキドキ！モモカひとりでピュアライズ！ Dokidoki! Momoka hitori de Pyuaraizu!)
5. (お花の魔法でハッピー花マル！ Ohana no Mahō de Happī Hanamaru!)
6. (ミラクルミラクルがやって来た！ Mirakuru Mirakuru ga yattekita!)
7. (夢を勝ち取れ！アツ〜い選挙 Yume o kachitore! Atsūi Senkyo)
8. (邪魔男爵と大決戦！ Jama Danshaku to Daikessen!)
9. (謎の少女 シオリ Nazo no Shōjo Shiori)
10. (笑って解決！教育実習 Waratte Kaiketsu! Kyōiku Jisshū)
11. (ミツキのスマッシュ！エースをねらえ Mitsuki no Sumasshu! Ēsu o Nerae)
12. (狙われたハートルビー Nerawareta Hāto Rubī)
13. (新たな魔法戦士登場！？ Aratana Mahō Senshi Tōjō!?)
14. (スターアンドムーンの魔法戦士 Sutā ando Mūn no Mahō Senshi)
15. (謎のイケメン・正彦登場！ Nazo no Ikemen Masahiko Tōjō!)
16. (シオリ、スーパーモデルに！？ Shiori, Sūpā Moderu ni!?)
17. (モモカ、元気もりもりバースデー！ Momoka, Genki mori mori Bāsudē!)
18. (夜空の星に夢を乗せて… Yozora no Hoshi ni Yume o nosete...)
19. (ドキドキわくわくアスレチック！ Dokidoki Wakuwaku Asurechikku!)
20. (お化けなんて怖くない！？ Obake nante kowakunai!?)
21. (浴衣でホームパーティー！ Yukata de Hōmu Pātī!)
22. (忍者のワナにご用心！ Ninja no wana ni Goyōshin!)
23. (消えたマジョカポルテ Kieta Majokaporute)
24. (書道教室で大ピンチ！ Shodō kyōshitsu de Dai-pinchi!)
25. (魔法戦士ユリア登場！ Mahō Senshi Yuria Tōjō!)
26. (発覚！正彦先輩の正体！ Hakkaku! Masahiko senpai no Shōtai!)
27. (最強！ユリアとマジョカアイリス Saikyō! Yuria to Majoka Airisu)
28. (5人の力で！邪魔彦と対決 Go-nin no Chikara de! Jamahiko to Taiketsu)
29. (マジカル☆ハロウィンナイト Majikaru Harowin Naito)
30. (とらわれたマジマジョピュアーズ！ Torawareta Majimajo Pyuāzu!)
31. (仲間を信じて！新たなパワー Nakama o shinjite! Aratana Pawā)
32. (覚醒！モモカのハートルビー Kakusei! Momoka no Hāto Rūbī)
33. (大決戦！ロイヤルフォームでピュアライズ Dai-kessen! Roiyaru Fōmu de Pyuaraizu)
34. (新たな敵・グラン魔登場！ Aratana Teki Granma Tōjō!)
35. (大人モモカ、クラブに潜入！ Otona Momoka, Kurabu ni Sen'nyū!)
36. (マジマジョVS美魔女！ Majimajo Buiesu Bimajo!)
37. (発覚！モモカの秘密 Hakkaku! Momoka no Himitsu)
38. (ハッピー♡マジカルクリスマス！ Happī Majikaru kurisumasu!)
39. (お母さんが魔法戦士！？ Okāsan ga Mahō Senshi!?)
40. (誕生！？マジョカプリンセス Tanjō!? Majoka Purinsesu)
41. (ユリアの大好き、見つけた！ Yuria no daisuki, mitsuketa!)
42. (目指せ！リンのマンガ道 Mezase! Rin no Manga michi)
43. (ミツキ、ダンスに挑戦！ Mitsuki, Dansu ni chōsen!)
44. (帰ってきた邪魔男爵！ Kaettekita Jama Danshaku!)
45. (行くぜベイビー！モモカVSダメ之丞 Ikuze Beibī! Momoka Buiesu Damenojō)
46. (ムダ子・約束のタイムカプセル Mudako Yakusoku no Taimu Kapuseru)
47. (笑って・ムリ太郎 Waratte Muritarō)
48. (いざ！魔法界へ Iza! Mahōhai e)
49. (邪魔大帝との最終決戦！ Jama Taitei to no Saishū Kessen!)
50. (きらめく魔法でピュアライズ！ Kirameku Mahō de Pyuaraizu!)
51. (マジマジョピュアーズ！は永遠に MajiMajo Pyuāzu! wa Eien ni)